# 仁牙因灣戰役
仁牙因灣戰役，也稱林加延灣戰役，是第二次世界大戰中盟軍在菲律賓群島的一次登陸作戰，在1945年1月9日早上由傑西·B·奧爾登多夫指揮盟軍艦隊駛向仁牙因灣海岸，美國海軍及澳洲皇家海軍艦隻炮轟大日本帝國在仁牙因灣之據點。

## 背景
在第二次世界大戰中仁牙因灣對美國及日本來說均十分有決定性，1941年12月22日由本間雅晴中將指揮的日本第14軍正是在仁牙因灣登陸，當時與裝備低劣的美國及菲律賓守軍只有小規模衝突，日軍輕易佔領此地，第2天道格拉斯·麥克阿瑟上將命令全軍撤入巴丹半島，之後3年日本佔據了此地。

## 戰役過程
1945年1月9日由沃爾特·克魯格中將指揮大約68,000名美國第6軍團的士兵，在海軍炮火支援下於仁牙因灣海岸登陸，沒有遭到抵抗，在之後數天，共有203,608人（第14軍在左、第1軍在右）在20哩之海灘登陸，這數量比德懷特·艾森豪在登陸歐洲時之人數還要多，之後數天登陸部隊很快便佔領了一些海岸城鎮。 
雖然日本陸軍沒有抵抗，但美軍遭受重大損失，尤其是遭到神風特攻隊攻擊的護航艦隊，從1月4日到1月12日美軍共有24艘艦艇被擊沉，另外戰列艦密西西比號、科羅拉多號（被友軍錯誤擊中）、克里夫蘭級輕巡洋艦哥倫比亞號(被神風特攻隊擊中)等67艘艦艇受損，在登陸後仁牙因灣變成一個大型供應基地以支援美軍進攻馬尼拉。